# Kanelrosknoppmal
Kanelrosknoppmal, Lampronia standfussiella, är en fjärilsart som beskrevs av Philipp Christoph Zeller 1852. Kanelrosknoppmal ingår i släktet Lampronia, och familjen knoppmalar, Prodoxidae. Enligt den finländska rödlistan är arten starkt hotad i Finland. Enligt den svenska rödlistan är arten sårbar i Sverige. Artens livsmiljö är strandängar vid sötvatten.